# Quận Howell, Missouri

Quận Howell là một quận thuộc tiểu bang Missouri, Hoa Kỳ. Theo điều tra dân số năm 2000 của Cục điều tra dân số Hoa Kỳ, quận có dân số 37.328 người 2. Quận lỵ đóng ở West Plains 6

## Địa lý
Theo Cục điều tra dân số Hoa Kỳ, quận có tổng diện tích 928 dặm vuông Anh (2.403,5 km2), trong đó có 1 dặm vuông Anh (2,6 km2) là diện tích mặt nước.

### Xa lộ
- U.S. Route 60
- U.S. Route 63
- U.S. Route 160
- Route 14
- Route 17
- Route 76
- Route 142

### Quận giáp ranh
- Quận Texas  (bắc)
- Quận Shannon  (đông bắc)
- Quận Oregon  (đông)
- Quận Fulton, Arkansas  (nam)
- Quận Ozark  (tây nam)
- Quận Douglas  (tây bắc)